# Cérine
La cérine — Eolys de son nom commercial — est un additif liquide qui permet d'améliorer la régénération du filtre à particules (FAP) des véhicules à moteur Diesel.

## Utilisations
Cet additif est notamment employé par le constructeur automobile français PSA (Peugeot et Citroën) sur certains modèles de filtres sans métaux précieux. C'est un brevet appartenant au groupe français.

## Composition
Il s'agit d'un mélange de ferrocène et dioxyde de cérium. 

En se mélangeant aux suies, il abaisse la température de fusion des particules facilitant ainsi leur oxydation. 

Le temps de régénération est donc réduit. Le mélange contient également des solvants isoparaffiniques (hydrocarbures, C11-C13, isoalkanes et du 2-éthylhexane-1-ol) à diverses concentrations selon le type d'additif qui aident à la miscibilité du mélange avec le carburant et les suies. Il est contenu dans un réservoir indépendant piloté par l'ordinateur de bord qu'il faut recharger après un certain nombre de kilomètres (environ 120 000 kilomètres).
On trouve trois références :
- Eolys DPX42 : Dioxyde de cérium.
- Eolys 176 : Dioxyde de cérium + Ferrocène.
- Eolys POWERFLEX : Ferrocène.

L'Eolys DPX42 et l'Eolys 176 sont de moins en moins utilisés au profit de l'Eolys POWERFLEX.